# Beachvolleyball-Europameisterschaft 1997
Die Beachvolleyball-Europameisterschaft 1997 fand vom 22. bis zum 24. August in Riccione in Italien zeitgleich mit der Deutschen Meisterschaft statt. Die deutschen Topathleten verzichteten daher auf die Teilnahme am kontinentalen Wettbewerb und nahmen lieber an der Landesmeisterschaft teil. Die Wettbewerbe für Frauen und Männer bei der EM wurden parallel ausgetragen. Es war die vierte offizielle EM der Frauen und das fünfte Turnier der Männer.
Die Frauen von Italien 2 gewannen ihr Halbfinale gegen Griechenland mit 15:7 genauso wie sich Italien 1 gegen Tschechien 2 durchsetzte. Im Spiel um den dritten Platz erwiesen sich Soňa Dosoudilová und Eva Celbová gegenüber ihren südosteuropäischen Konkurrentinnen als die Stärkeren. Laura Bruschini und Annamaria Solazzi, das Team 1 des Veranstalterlandes, waren nach dem Sieg über ihre Landsfrauen Daniela Gattelli und Lucilla Perrotta die neuen Titelträgerinnen.
Auch bei den Männern standen im Endspiel vier Spieler aus der gleichen Nation. Während Norwegen 1 gegen die Schweizer Brüder mit 15:13 knapp die Oberhand behielt, tat sich Norwegen 2 gegen die Europameister von 1995 mit dem 15:12 nur unwesentlich leichter. Michiel van der Kuip und Marko Klok waren danach auch gegen Martin und Paul Laciga beim 9:15 chancenlos. Den ersten Satz des Endspiels gewannen die Favoriten Jan Kvalheim und Bjørn Maaseide klar mit 12:5. Den zweiten Abschnitt entschieden jedoch ihre Gegner mit 12:8 für sich, sodass der dritte Durchgang die Entscheidung bringen musste. Den ersten Matchball setzte Vegard Høidalen als Sprungaufschlag deutlich unter der Oberkante in die Mitte des Netzes. Da jedoch danach auch Maaseide mit seinem Service auf fast genau die gleiche Stelle traf, waren Høidalen und Jørre Kjemperud die neuen Europameister.

## Endstand
| Frauen | Frauen       | Frauen                                  |
| Platz  | Nation       | Namen                                   |
| ------ | ------------ | --------------------------------------- |
| 1      | Italien      | Laura Bruschini / Annamaria Solazzi     |
| 2      | Italien      | Daniela Gattelli / Lucilla Perrotta     |
| 3      | Tschechien   | Eva Celbová / Soňa Dosoudilová          |
| 4      | Griechenland | Vassiliki Karadassiou / Effrosyni Sfyri |

| Männer | Männer      | Männer                                  |
| Platz  | Nation      | Namen                                   |
| ------ | ----------- | --------------------------------------- |
| 1      | Norwegen    | Vegard Høidalen / Jørre André Kjemperud |
| 2      | Norwegen    | Jan Kvalheim / Bjørn Maaseide           |
| 3      | Schweiz     | Martin Laciga / Paul Laciga             |
| 4      | Niederlande | Michiel van der Kuip / Marko Klok       |